# Korea International Broadcasting Foundation
Korea International Broadcasting Foundation (한국국제방송교류재단)  wurde im Jahre 1996 gegründet und soll Medien, die in Südkorea produziert worden sind, für Koreaner und ebenfalls für Nicht-Koreaner im Ausland  ausstrahlen.

## Medien

### TV-Sender
- Arirang TV wird seit 1996 weltweit über verschiedene Satelliten ausgestrahlt.
- Arirang Arab wird seit 2004 im arabischsprachigen Raum extra ausgestrahlt mit dementsprechenden arabischen Untertiteln usw.

### Radio
- Arirang Radio wird seit 2003 ebenfalls weltweit über Satellit gesendet.